# Mount Chetwynd
Mount Chetwynd ist ein über 1400 m (nach neuseeländischen Angaben 1944 m) hoher Berg im ostantarktischen Viktorialand. Er ragt in den Prince Albert Mountains unmittelbar südlich des Mount Gauss aus der Kirkwood Range auf.
Teilnehmer der Discovery-Expedition (1901–1904) entdeckten ihn. Der Leiter dieser Forschungsreise, der britische Polarforscher Robert Falcon Scott, benannte den Berg nach seinem Freund Louis Wentworth Pakington Chetwynd (1866–1914).